# エリック・サーカンプ
エリック・マイケル・サーカンプ（Eric Michael Surkamp, 1987年7月16日 - ）は、アメリカ合衆国オハイオ州シンシナティ出身のプロ野球選手（投手）。左投左打。

## 経歴

### プロ入り前
2007年7月に開催されたリオデジャネイロパンアメリカン競技大会の野球アメリカ合衆国代表に選出された。

### プロ入りとジャイアンツ時代
2008年のMLBドラフト6巡目（全体177位）でサンフランシスコ・ジャイアンツから指名され、6月25日に契約。ルーキー級アリゾナリーグ・ジャイアンツで2試合に登板し、7月にA-級セーラムカイザー・ボルケイノーズへ昇格。5試合に登板し、0勝2敗・防御率6.43だった。
2009年はA級オーガスタ・グリーンジャケッツで23試合に登板し、11勝5敗・防御率3.30だった。
2010年はA+級サンノゼ・ジャイアンツで17試合に登板し、4勝2敗・防御率3.11だった。
2011年はAA級リッチモンド・フライングスクウォーレルズで23試合に登板し、10勝4敗・防御率2.02だった。8月27日にジャイアンツとメジャー契約を結び、同日のヒューストン・アストロズ戦で先発起用されメジャーデビュー。6回を投げ、6安打1失点に抑えたが、勝ち負けは付かず、翌28日にAA級リッチモンドへ降格。9月6日に再昇格した。この年は6試合に登板し、2勝2敗・防御率5.74だった。
2012年3月30日に左肘の故障で15日間の故障者リスト入りし、トミー・ジョン手術を受けたため、6月29日に60日間の故障者リストへ異動。シーズンを全休した。オフの11月1日に故障者リストから外れた。
2013年3月30日に左肘の故障で再び15日間の故障者リスト入りした。5月27日に60日間の故障者リストへ異動。6月28日に故障者リストから外れ、AAA級フレズノ・グリズリーズへ異動した。7月23日にメジャーへ昇格。同日のシンシナティ・レッズ戦に先発として登板したが、2.2回を投げ9安打7失点と結果を残せず、翌24日にAAA級フレズノへ降格した。この年は1試合の登板にとどまった。オフの12月19日にDFAとなった。

### ホワイトソックス時代
2013年12月23日にウェーバーでシカゴ・ホワイトソックスへ移籍した。
2014年3月1日にホワイトソックスと1年契約に合意。3月19日にAAA級シャーロット・ナイツへ異動した。この年は全てリリーフで35試合に登板し、0勝2敗・防御率4.81の成績を残した

### ドジャース時代
2015年5月23日にブレイク・スミスとのトレードで、ロサンゼルス・ドジャースへ移籍した。7月6日にメジャー契約を結んで25人ロースター入りした。昇格当日のフィラデルフィア・フィリーズ戦で3回表から登板したが3回1/3を被安打4、4失点に終わった。降板後チームが逆転したため勝敗はつかなかった。翌7日にAAA級オクラホマシティ・ドジャースに降格した 後、8日にDFAとなった。10月6日に自由契約となる。

### アスレチックス時代
2015年12月13日にオークランド・アスレチックスとマイナー契約を結んだ。
2016年4月8日にメジャー契約を結んで25人枠入りした。6月27日にDFAとなった。

### レンジャーズ傘下時代
2016年6月29日にウェーバーでテキサス・レンジャーズへ移籍し、傘下のAAA級ラウンドロック・エクスプレスへ配属された。

### ハンファ・イーグルス時代
2016年7月8日、故障により退団したエスミル・ロジャースの代役として韓国プロ野球のハンファ・イーグルスと契約したが、同年限りで退団した。

## 詳細情報

### 年度別投手成績
| 年 度    | 球 団    | 登 板 | 先 発 | 完 投 | 完 封 | 無 四 球 | 勝 利 | 敗 戦 | セ 丨 ブ | ホ 丨 ル ド | 勝 率 | 打 者 | 投 球 回 | 被 安 打 | 被 本 塁 打 | 与 四 球 | 敬 遠 | 与 死 球 | 奪 三 振 | 暴 投 | ボ 丨 ク | 失 点 | 自 責 点 | 防 御 率 | W H I P |
| -------- | -------- | ----- | ----- | ----- | ----- | -------- | ----- | ----- | -------- | ----------- | ----- | ----- | -------- | -------- | ----------- | -------- | ----- | -------- | -------- | ----- | -------- | ----- | -------- | -------- | ------- |
| 2011     | SF       | 6     | 6     | 0     | 0     | 0        | 2     | 2     | 0        | 0           | .500  | 126   | 26.2     | 32       | 1           | 17       | 1     | 2        | 13       | 0     | 0        | 18    | 17       | 5.74     | 1.84    |
| 2013     | SF       | 1     | 1     | 0     | 0     | 0        | 0     | 1     | 0        | 0           | .000  | 18    | 2.2      | 9        | 2           | 0        | 0     | 2        | 0        | 0     | 0        | 7     | 7        | 23.63    | 3.38    |
| 2014     | CWS      | 35    | 0     | 0     | 0     | 0        | 2     | 0     | 0        | 7           | 1.000 | 107   | 24.1     | 22       | 3           | 13       | 3     | 1        | 20       | 0     | 0        | 14    | 13       | 4.81     | 1.44    |
| 2015     | LAD      | 1     | 0     | 0     | 0     | 0        | 0     | 0     | 0        | 0           | ----  | 16    | 3.1      | 4        | 2           | 1        | 0     | 2        | 4        | 0     | 0        | 4     | 4        | 10.80    | 1.50    |
| 2016     | OAK      | 9     | 9     | 0     | 0     | 0        | 0     | 5     | 0        | 0           | .000  | 197   | 38.2     | 55       | 8           | 21       | 2     | 5        | 22       | 1     | 0        | 32    | 30       | 6.98     | 1.97    |
| 2016     | ハンファ | 17    | 8     | 0     | 0     | 0        | 2     | 5     | 1        | 0           | .286  | 194   | 41.1     | 54       | 5           | 17       | 0     | 5        | 36       | 2     | 0        | 32    | 29       | 6.31     | 1.72    |
| '16計    | ハンファ | 26    | 17    | 0     | 0     | 0        | 2     | 10    | 1        | 0           | .286  | 391   | 80.0     | 109      | 13          | 38       | 2     | 10       | 58       | 3     | 0        | 64    | 59       | 6.63     | 1.96    |
| MLB：5年 | MLB：5年 | 52    | 16    | 0     | 0     | 0        | 4     | 8     | 0        | 7           | .333  | 464   | 95.2     | 122      | 16          | 52       | 6     | 12       | 59       | 1     | 0        | 75    | 71       | 6.68     | 1.82    |
| KBO：1年 | KBO：1年 | 17    | 8     | 0     | 0     | 0        | 2     | 5     | 1        | 0           | .286  | 194   | 41.1     | 54       | 5           | 17       | 0     | 5        | 36       | 2     | 0        | 32    | 29       | 6.31     | 1.72    |

### 背番号
- 47 (2011年、2013年)
- 53 (2014年)
- 59 (2015年)
- 48 (2016年4-6月)
- 42 (2016年7月 -　同年終了)

### 代表歴
- 2007年パンアメリカン競技大会野球アメリカ合衆国代表